# Рододендроновый пилильщик
Рододендроновый пилильщик (лат. Arge similis) — вид перепончатокрылых из семейства Argidae.

## Описание
Тело тёмно-синего цвета длиной около 10 мм. Крылья буровато-чёрные с синевато-чёрными жилками.

## Распространение
Arge similis встречается в Китае и Японии.

## Экология
Кормятся Arge similis на растениях родов жимолость (Lonicera) и рододендрон (Rhododendron). В течение года развивается до трёх поколений